# Ehlersův–Danlosův syndrom
Ehlersův-Danlosův syndrom (EDS) je vzácné dědičné onemocnění pojivové tkáně, způsobené porušenou tvorbou kolagenu, případně jiné složky pojivové tkáně. Mezi jeho projevy patří například nápadná volnost (hypermobilita) všech kloubů, ochablost, zranitelnost a hyperelasticita kůže, cévní fragilita a přítomnost abnormálních krevních destiček. Jde o celou skupinu poruch, které se liší svou závažností od mírné až po život ohrožující. Neexistuje žádná kauzální léčba a terapie je tak pouze podpůrná, podává se vitamín C a pacient, který se musí vyvarovat některých činností, je sledován.
Syndrom je pojmenován po dvou lékařích, a to dánském dermatologovi Edvardu Ehlersovi a francouzském dermatologovi Henri-Alexandre Danlosovi, kteří jej identifikovali na přelomu 20. století.

## Symptomy
Příznaky a symptomy se značně liší v závislosti na typu EDS. Všechny příznaky jsou však závislé na vadném kolagenu nebo jeho malém množství. EDS obvykle postihuje klouby, kůži a cévy. Níže je uveden seznam některých  symptomů.

### Poruchy oběhu
- Aneurysma hrudní aorty
- Syndrom horní hrudní apertury
- Prolaps mitrální chlopně a další poruchy chlopní
- Poruchy srdečního rytmu
- Raynaudova nemoc

### Poruchy pohybového aparátu
- Hypermobilita kloubů
- Nestabilita kloubů, náchylnost k vymknutí, vykloubení, subluxacím a hyperextenzím
- Časný nástup pokročilé osteoartritidy
- Chronické degenerativní onemocnění kloubů
- Deformity prstů (Labutí krk, Boutonniere)
- Snadnější natržení šlach a svalů
- Deformity páteře (Skolióza, Kyfózy, a další)
- Silná bolest svalů a kloubů
- Trendelenburgův příznak
- Osgood-Schlatterova choroba